# Hewitsonia beryllina
Hewitsonia beryllina är en fjärilsart som beskrevs av Schultze 1915. Hewitsonia beryllina ingår i släktet Hewitsonia och familjen juvelvingar. IUCN kategoriserar arten globalt som otillräckligt studerad. Inga underarter finns listade i Catalogue of Life.